# Fekete-Afrika művészete
Fekete-Afrika művészetén a Szaharától délre eső területek letűnt ősi kultúráinak emlékeit, illetve főleg Fekete-Afrika hagyományos művészetét értjük.

## Története

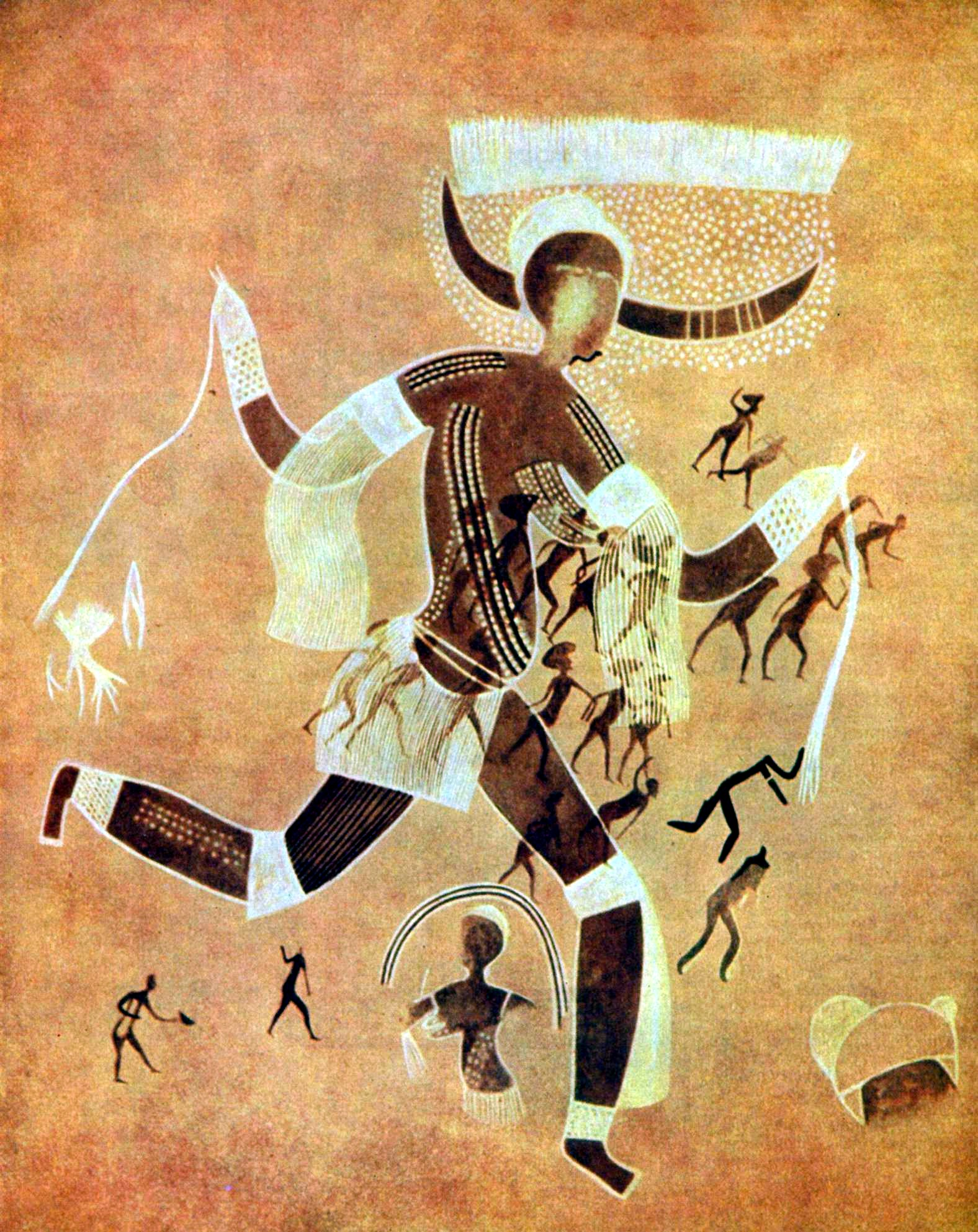
Szaharai festmény, i. e. 4000-ből

Az egész afrikai kontinens legkorábbi művészeti emlékei a Szahara területén található sziklafestmények és sziklarajzok, amelyek az i. e. 7. évezred-i. e. 4. évezred közötti időszakból származnak. Hatalmas maszkos alakokat és vadászatokat ábrázolnak, valamint olyan állatokat, amelyek erről a területről mára kipusztultak, például vízilovakat és bivalyokat. A későbbi már kevésbé naturalista ábrázolásokon megjelenik a szarvasmarha- és lófogatú szekér. A legkisebb és legsematikusabb festményeken ma is jól ismert állatok, például tevék láthatóak.
Dél-Afrika és Namíbia területén a kőkorszaki életmódot folytató busmanok sziklaművészete a legutóbbi időkig fennmaradt. A Kalahári-sivatagban és környékén fellelhető sziklaképek között festmények és rajzok egyaránt találhatók. A festésnél vörös, barna, sárga, fekete, szürke, violás színeket használtak, a rajzoknál a vonalakat kővésővel vésték a sziklába. A sziklaképek ember- és állatábrázolásai természethűek, vannak köztük vadász- és harci jeleneteket ábrázoló kompozíciók is. Több sziklarajznál a térbeliség érzékeltetésével találkozhatunk, a távolságot arányos kicsinyítéssel, a test hajlásait sűrűbb-ritkább pontozással fejezik ki. A busman sziklaképek története vitatott. Egyesek a spanyolországi és szaharai sziklarajzokkal látnak rokonságot. A sziklaképek a vadászmágiából születtek. Festményeiken gyakran a bantukkal és az európaiakkal vívott harcaikat láthatjuk. Sok képen jelenik meg a kecses antilop, amelynek igen fontos szerepe van a busman mitológiában. A ma élő busmanoknál folytatott kutatások azt is elárulják, hogy a gazdag részletekkel megfestett táncjelenetek szertartásokat örökítenek meg.
E művek között különösen figyelemre méltóvá teszi a benne kifejeződő ritmusérzék azt a sziluettrajzot, amely három táncoló alakot ábrázol. Bármennyire stilizáltak az alakok körvonalai, mozgásuk nagyon érzékletes. Az egységes ritmus mind a három személyt összekapcsolja, de ugyanakkor mégis más-más változatban jelenik meg mindegyiknél. A bal oldali alak mozgása a leglendületesebb, a másik féllábon áll, szinte megdermedve, a harmadik pedig társaik után siet. Egy másik afrikai sziklarajzon, amely két fiatal táncosnőt ábrázol, az alakok érzékeltetik a testek hajlékonyságát.

## Művészeti ágak
Fekete Afrika ősi művészete szorosan összefügg a vallással, ahol az ősök és a halottak kultusza fontos szerepet kapott. Az ősi
művészi alkotások valamilyen módon kapcsolódnak az ősök kultuszához, még a hétköznapok tárgyai is, amelyeknek plasztikus díszítményei csak nagyon ritkán szolgálnak a puszta gyönyörködtetésre.
A maszkok és a szobrok a vallásos tiszteletben részesített ősöket ábrázolják és szerepük az, hogy kapcsolatot teremtsenek az emberek és a felsőbb „hatalmak” között. Az ősi sziklarajzok nagy része arra szolgált, hogy varázslat révén biztosítsa a vadászat sikerét. A művészet általában nem reális modelleket örökített meg, hanem mítikus alakokat, amelyek a természetben sehol sem lelhetők fel. 
A földművelő törzsek körében a legjobban a szobrászat fejlődött ki. Művészetükben nyoma sincs az öncélúságnak, hiszen alkotásaik gazdasági életükhöz kapcsolódnak, a vadászat, a földművelés vagy a szertartások szükséges velejárói. Sajátos alkotásaik közé tartoznak a rézlemezzel bevont, laposan kiképzett, szélsőségesen stilizált ember-alakjaik. Figurális edények is kiemelkedő értékűek. Gazdagon díszítették szerszámaikat, eszközeiket, fazekaikat, tányérjaikat, korsóikat, sőt, ruháikat is. Egyes nyugat-afrikai törzsek ismerték a bronzöntés minden titkát, amelyet korábban az európaiak kizárólagos monopóliumuknak hittek.
Fekete-Afrika művészete óriási hatást gyakorolt Európa művészetére. A 20. század elején, főleg Párizsban a modern művészeti irányok hívei nagy elragadtatással kezdtek beszélni a négerek művészetéről.

### Képzőművészet

#### Szobrászat

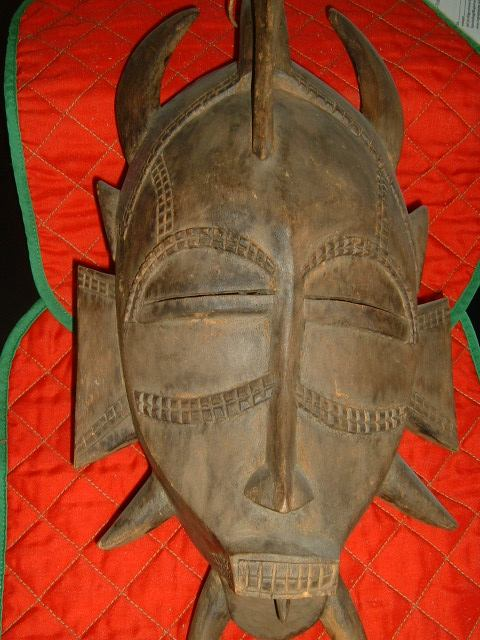
Elefántcsontparti stilizált maszk

A legkorábbi ismert szobrászati hagyomány a Szaharától délre Nigéria északi részén, az i. e. 1. évezred közepén alakult ki. Nok-kultúrának is nevezik, naturalista terrakotta emberalakokat foglal magában. Ezek az alakok gyakran leegyszerűsített formák, aránytalanul nagy fejjel és szemekkel. A Nok-kultúra valószínűleg hatással volt az Ifei Királyság gazdag szobrászatára Nigéria délnyugati részén (11-17. század).
Nyugat-Afrika és Közép-Afrika szinte valamennyi országának hagyományos művészetére jellemzőek a faragott faszobrok és maszkok. Ezeket a szertartási beavatásokra, gyógyításhoz és a szellemekkel való kommunikáláshoz készítették. Sok figura, például a Maliban élő dogonok és bambarák elegánsan stilizált alakjai az ősök kultuszának részét képezik. A maszkok és a szobrok előre néznek, és általában egy függőleges tengelyre szimmetrikusak. Az alakokat rendszerint egyetlen fából faragták, a maszkokat tollal, gyönggyel, szőrrel vagy növényi rostokkal díszítették. A közép-afrikai bakubák táncmaszkjai különösen finom kidolgozásúak. Van amikor kombinálják a maszkot és a szobrokat, például a jorubák epa-maszkjainál, melyeknek élénk színekkel kifestett szobrocska van a fején, így akár a 2 métert is elérhetik.
A szobrászatban elsősorban bronzot, sárgarezet, aranyat, elefántcsontot, agyagot használtak. Eszközként legelterjedtebb a vasbalta, a kés, és a véső. A művészet gyökere a vallási képzetekben és a társadalmi intézményekben van.
A leghíresebb darabokat a 19. században és a 20. század elején gyűjtötték össze az európai műgyűjtők. Egyes európai művészekre, például Picassóra és Matisse-ra nagy hatást gyakorolt az afrikai szobrászat.

#### Stílusterületek
- Nyugat-Afrika

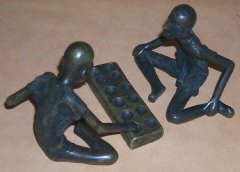
Mankala játékot játszó lobi bronzfigurák (Ghána)

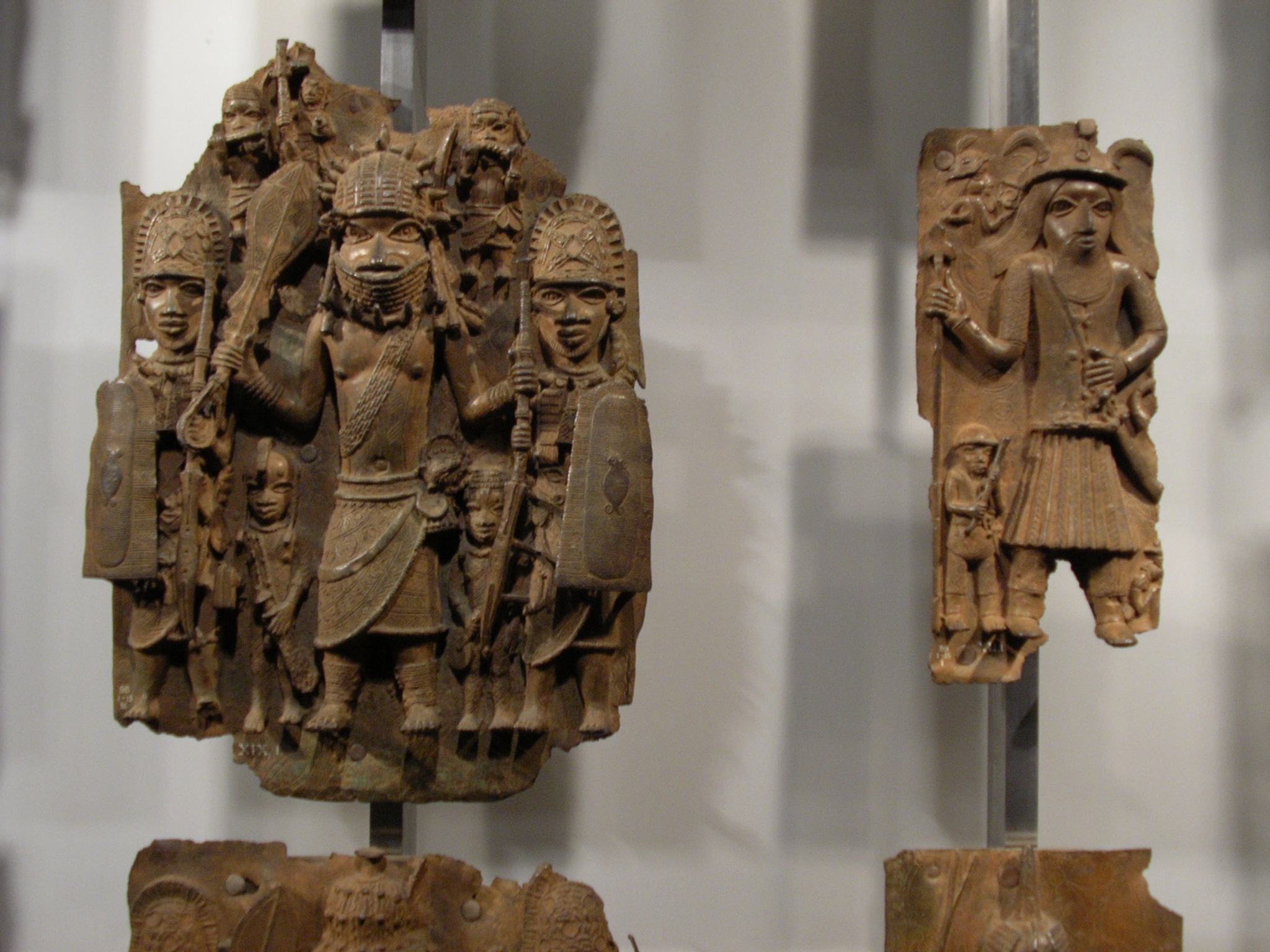
Benini bronzplakettek (15. század)

  - Nyugat-szudáni stílusterület
Stíluscsoportok: bambara, dogon, mosszi, baga és bobo törzsek. Fából faragott, erősen geometrikus formájú ember-és állat alakú szobrok és maszkok jellemzik. A szobrok színezése ritka.
  - Nyugat-guineai partvidék (Sierra Leone, Libéria, Elefántcsontpart): E terület vallási-társadalmi életében a poro titkos társaság játszik kiemelkedő szerepet. A szertartási maszkok három stílust mutatnak: naturalisztikus emberábrázolások, geometrikus arcábrázolások, és stilizált állat-, vagy emberfejek.
  - Közép-guineai partvidék (Aranypart, részben Elefántcsontpart): Két nagyobb stíluscsoport van: a balué az első, ide a guro és szenufo törzsek tartoznak, a második pedig az asantik kultúrája. Az első stíluscsoport területén szobrokat és maszkokat faragnak. A szobrok vörösek, szürkék vagy feketék, ülő vagy álló emberalakokat ábrázolnak. A figurák aránytalanok, a végtagok a testhez és a fejhez viszonyítva rövidek. A szobrok lapos síkokból állnak. A maszkok stilizált ember és állatfejeket ábrázolnak. Az asanti művészetben kevés a faragás, a művészet itt viaszvesztő eljárással öntött bronz kisplasztikákba (sulyok) emelkedett magas fokra. Ezeken leegyszerűsített, pózba merevedő ember- és állatalakok találhatók.
  - Dahomey stílusterület: Legfontosabb műfaj a faszobrászat és a sárgaréz kisplasztika. A faszobrok nehézkesek, testük rövid, arcuk alig kidolgozott. A sárgarézből viaszvesztő eljárással öntött figurák a mindennapi életet és az állatvilágot mutatják be.
  - Kelet-guineai partvidék: A joruba maszkok és szobrok megkülönböztető sajátossága a sárga, vörös, kék, fekete és fehér színezés. A stílus naturalista, a test tömegét hangsúlyozzák, az arc elemei túlzottan nagyok. Ife és Benin szobrászata egyedülálló. Az ifei terrakotta- és bronzszobrok realisták, finom kidolgozásúak. Idealizált fejeket és alakokat ábrázolnak, ezek valószínűleg helyi uralkodók portréi. Az ifei kultúra egyesek szerint mediterrán hatásokra vezethető vissza. A benini emlékek bizonyos rokonságot mutatnak Európa kora középkori művészetével. A hagyomány szerint egy ifei öntőmester tanította meg a 13. században a beninieket a bronz öntésére, kiolvasztott viaszminták segítségével. A benini művészek nagy készségre tettek szert a fémművesség terén, főképp a bronz feldolgozásában. Különösen szépek bronzberakásokkal kombinált elefántcsont tárgyaik. A Benini Királyság (15-17. század) híres bronzszobrai között uralkodókat és anyakirálynékat ábrázoló fejeket láthatunk, de vannak domborműves plakettek is, harci jelenetekkel, törzsfőkkel és portugál kereskedőkkel. A stílust a portrészerű hűségre való törekvés, a részletek kidolgozása jellemzi.
  - Niger-delta stílusvidék
Stíluscsoportok: ibo, ibibo, ijav, ekoi. Közös jellegzetesség a geometrikus formák kialakítására való hajlam, a felületi díszítés mellőzése, a szobrok és maszkok vörös, fekete, fehér és sárga színezése.
  - Kamerun: A sok árnyalatot felmutató kameruni művészet jórészt a titkos társaságokhoz kapcsolódik. Az ember alakú szobrok és ősszellemek időleges tartózkodási helyei, a maszkokat szertartásoknál, táncoknál használják. A szobrok kidolgozatlanok és vörös színűek. A színezetlen vagy vörösre festett maszkoknál naturalista emberarcokkal, állatfejekkel és ember-állatfej kompozíciókkal találkozunk. A kameruni faragott szék felépítésére valóban jellemzők a zsoltár költői szavai: "Ellenségeidet lábaid zsámolyául vetem." A szék lába egy teknősbékaszerűen összekuporodó legyőzött ellenség, támlája pedig a földön guggoló védőszellem. A szék faragója fejlett formaérzékével a mozzanat erősítésére törekedett azzal, hogy a guggoló alak fejére egy hatalmas, díszes kalapot helyezett, amely támlául szolgál és jól illik az ülőfelület külső szélének faragásához.
- Közép-AfrikaAfrikai népművészetMakonde elefántszobor

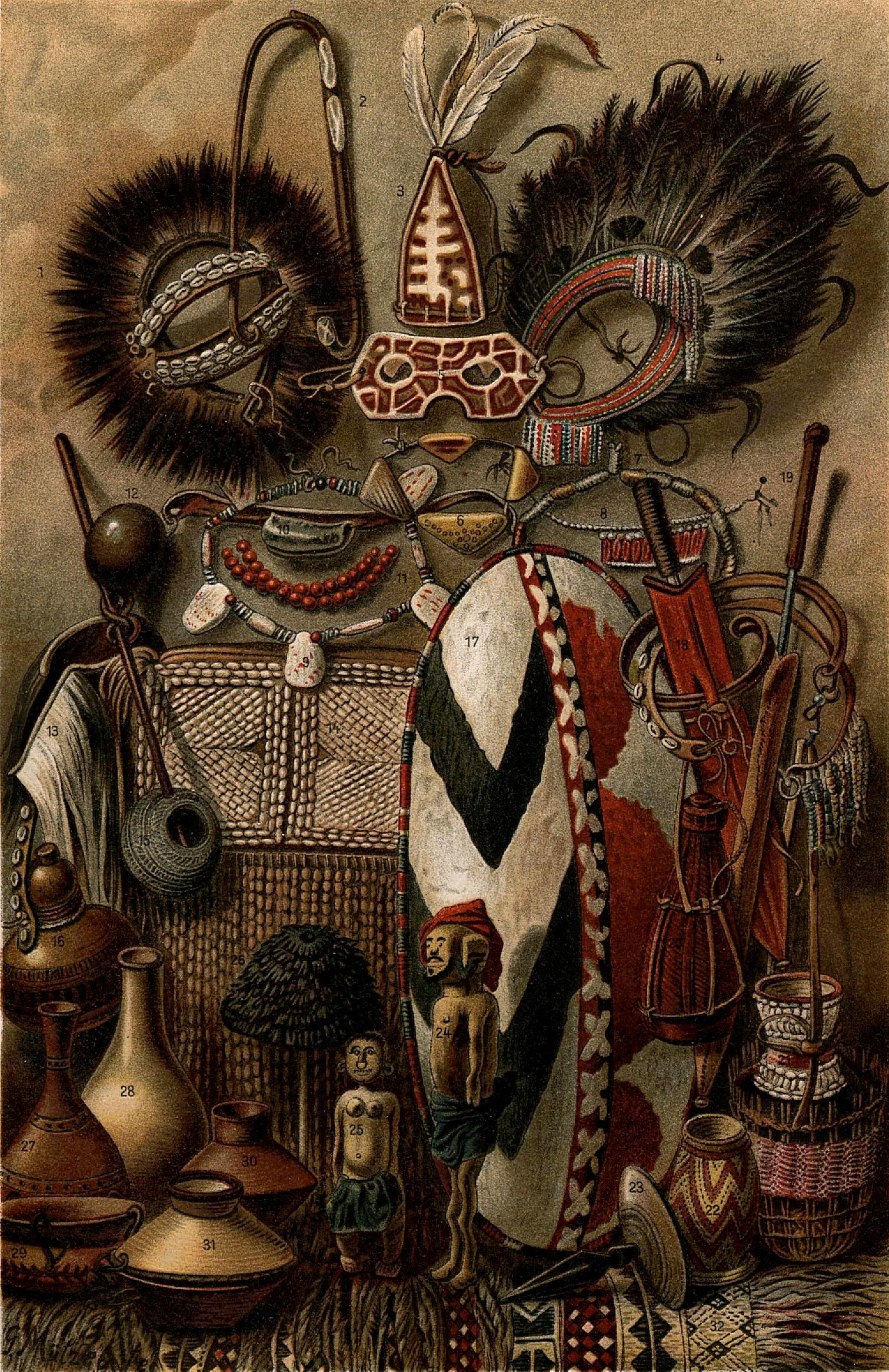
Afrikai népművészet

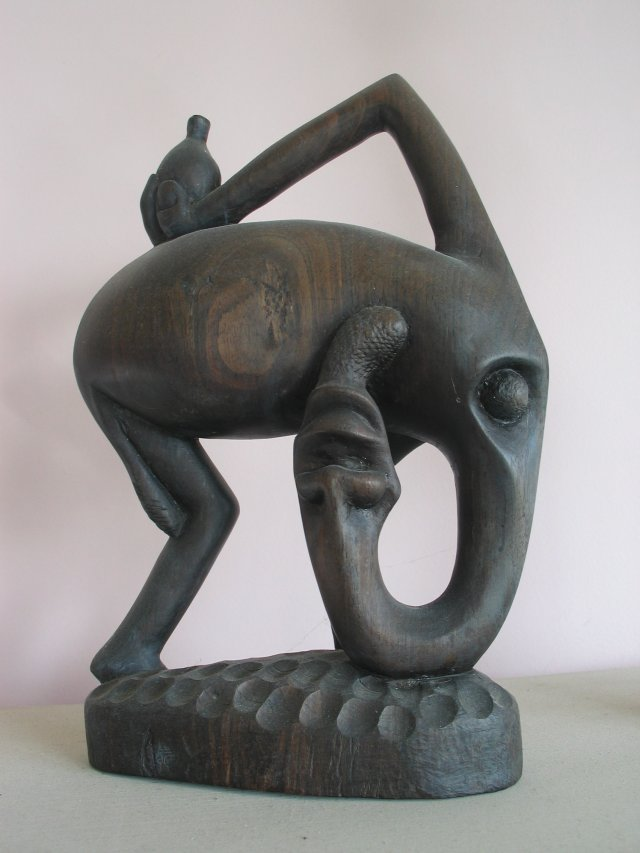
Makonde elefántszobor

  - Északnyugati stílusterület
Stíluscsoportok: fang, bakota és Ogowe-folyó vidéke. A fang szobrászat geometrikus, kerek és ovális alakú formák jellemzik, a bakotáknál pedig lapos, deszkaszerű, stilizált, sárgaréz-lemezekkel fedett figurák vannak. Az Ogowe-folyó vidékének maszkjai fehér, fekete és vörös színűek, a szemek ferde metszésűek, erősen naturalista megfogalmazásúak.
  - Alsó-Kongó stílusterület: A plasztikákban emlékfigurák, fétisek és állatszobrok jelennek meg. Gondot fordítanak a részletekre, az arc kerek, az arc részei aránytalanul nagyok. A figurák dinamikusak, a mozgás érzékeltetésére törekednek.
  - Nyugat-Kongó stílusterület
Stíluscsoportok: bateke, bazaka, bapende. A bateke fétisek álló, nem nélküli figurák, merev tartással, rövid végtagokkal, hosszúkás, oszlopszerű testtel. A bazaka csoport fétisei, emlékszobrai és maszkjai rokonságban állnak a bateke stílussal, de a figurák dinamikusabbak, kidolgozásuk durvább. A bapende művészetben a nagy maszkok mellett amulettként használt, nyakban hordott, elefántcsontból faragott kis maszkszerű fejek a tipikusak. Az egyik sírszobornál különösen a test kerek hajlatai vannak kidolgozva. Az ülő testtartás világosan felismerhető, de a test felépítését a fatörzs szigorú formája határozza meg. A lábakhoz képest erősen felnagyított fej fokozza a kifejezés erejét, ugyanazzal a megrendítő mély fájdalommal hat ránk, mint az afrikai siratóénekek.
  - Közép-Kongó stílusterület
Stíluscsoportok: busongo, bena lulua, baszongo. A busongo szobrászat portrészerű, nehézkes, statikus királyszobrai mellett a figurális vagy geometrikus díszítésű fakupák említhetők meg. A maszkok fából vagy háncsból készültek, felületük festett, csigákkal és gyöngyökkel kirakott. A bena lulua művészetben kis álló férfi és női figurák dominálnak. Nyakuk hosszú, lábuk rövid, felületükön gondosan elhelyezett díszítéssel, néha ruházat és fegyverek feltüntetésével. A baszongo művészetre szögletes idomokból összetevődő, aránytalanul nagy fétisfigurák jellemzők.
  - Kelet-Kongó stílusterület: A babua művészetet figurális díszítésű székek, nyaktámaszok, edénytartó figurák és maszkok jellemzik. A székeknél és nyaktámaszoknál zömök női és férfialakok az ülő és támaszfelületet, az edénytartó figurák a sarkukon ülve fogják kezükben a faragott edényt. E naturalista kidolgozások mellett téglalap alakú, néha kerek, stilizált emberarcú maszkok tűnnek fel, ezek felületi díszítése harmonikusan változó fehér és fekete sávokból áll.
  - Dél-Kongó stílusterület: A badzsokve törzs művészete a legkiemelkedőbb. Az alkotások között szobrok, maszkok, szertartási és főnöki jelvények, faragott székek szerepelnek. A szobrok mozgást fejeznek ki, a fej hosszúkás és ovális arcú, az arcvonások agresszívek. A faragványok csiszoltak és fényezettek.
  - Észak-Kongó stílusterület: A mangbetu művészet legfontosabb műfaja a szobrászat és a figurális kerámia. Az álló nőket ábrázoló szobrok naturalisztikusak, arányosak, statikusak. Tipikusak a hengeres fatartók, emberfejeket formázó fedőikkel. A felül emberfejet mutató víztároló edények az afrikai kerámiaművészet legszebb alkotásai közé tartoznak. A zairei Mangbetu Királyságban a 19. században agyagból épült dongaboltozatú csarnokok hosszúsága a 30 métert is eléri.
- Kelet-Afrika: A művészetet faragott nyaktámaszok, fatálak, festett pajzsok és más díszített használati tárgyak képviselik. Szobrokkal és maszkokkal csak a Tanganyikában élő makondéknál találkozhatunk. A faragványok stílusa naturalisztikus.

### Építészet

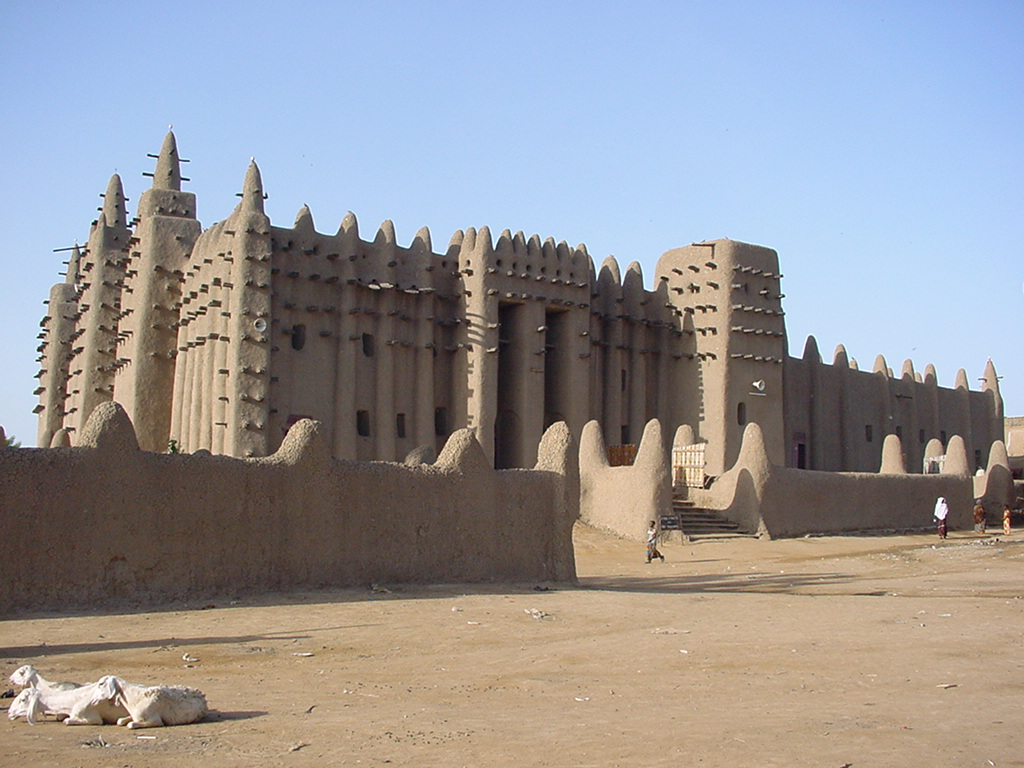
Dzsennéi nagymecset (Mali, 13. század), a világ legnagyobb agyagépítménye

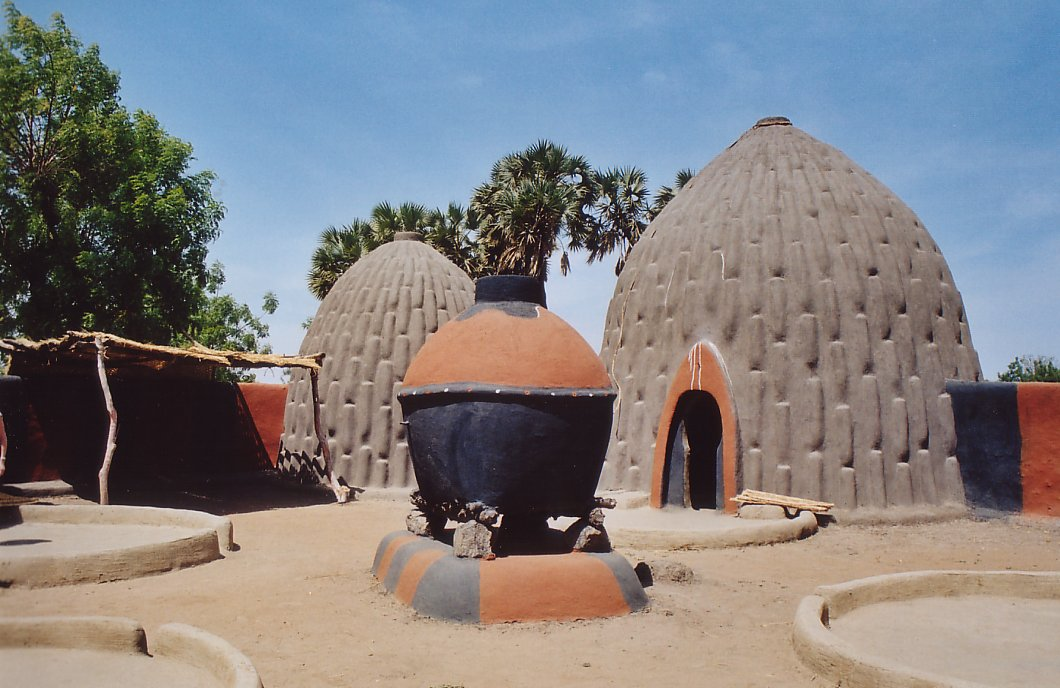
Kameruni népi építészet

Fekete-Afrika egész területén fonott vesszőkből, vályogból és szalmából készítették a kunyhókat. A közösségi épületek fő alapanyagai a fa, a vályog és a rafia voltak, az épületeket gyakran szobrokkal díszítették. A nagy méretű fatemplomok egyik példája a 14. században épült, kúpos tornyú timbuktui mecset. Egyes államokban kőből és agyagból emeltek időtálló építményeket. Zimbabwéban monumentális kőépületeket találunk, melyek a 14-19. század között épültek. A masszív, kör alaprajzú, 9 méter magas fal egy kúpos tornyot vesz körül.
Nyugat-Afrika építészetében egyedülállóak Mali kizárólag agyagból épült középkori mecsetei. Ezek egész sora látható például Timbuktuban, a 13-16. századi Mali Birodalom és Szonghai Birodalom fővárosában (Dzsingareiber mecset, Szankore mecset, Szidi Jahja mecsete). A 20. századi Spanyolországban részben ezek az épületek ihlették Antoni Gaudí építészetét. A benini építészet fő művei a nagy, központi fal köré épült hatalmas paloták. A tornyok tetején öntöttbronz madarakat láthatunk, a tetőkről hosszú bronzpitonok csüngtek alá.
A kameruni törzsek kunyhói a mai napig fennállnak. Szilárdan rögzített vázukat faágakból készítik és agyagréteggel vonják be. E kunyhók a kameruni őslakosság figyelemre méltó építészeti képességeiről tanúskodnak, tiszta, kellemes formájuk van. Igaz ugyan, hogy e formák művészi szempontból nem valami fejlettek. Egyszerűek, méhkasoknak vagy hangyabolyoknak is vélhetnénk őket. Tagolatlanok és méretüktől függetlenül ugyanaz a minta borítja valamennyit, ezért mereven és kifejezéstelenül hatnak. A zárt, egységes formára való törekvés itt leplezetlenül érvényre jut, de az ember még nem lett úrrá az agyagon, mely az építmények formáit határozza meg.

## Külső hivatkozások
- Resources for the study of art history Archiválva 2006. január 1-i dátummal a Wayback Machine-ben